# Terme Deciane

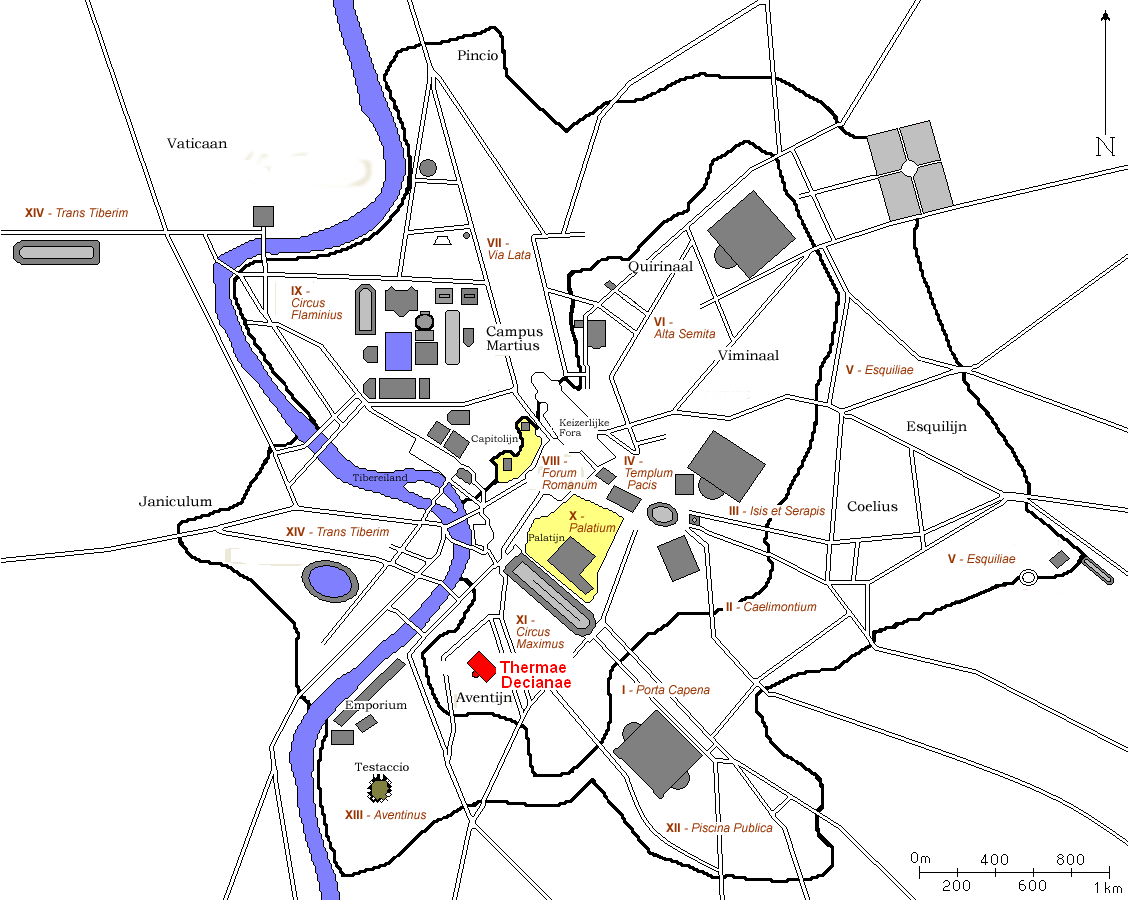
Localizzazione delle terme Deciane

Le Terme Deciane (in latino Thermae Decianae) erano un complesso termale di Roma antica, costruito sull'Aventino ad opera dell'imperatore Decio (da cui il nome) nel 249. Oggi si trovano sotto piazza del Tempio di Diana e sotto il Casale Torlonia, che ne ingloba alcuni resti. Le terme dovevano servire la clientela raffinata e abbiente dell'Aventino, a differenza delle vicine terme di Caracalla, più grandiose ma destinate ad un uso di massa da parte delle genti del quartiere popolare della XII regio.

## Descrizione
Le terme, di cui restano alcune rovine, sono menzionate in alcune iscrizioni che, oltre a confermare la localizzazione, forniscono elementi certi circa la storia del complesso, come il restauro sotto Costante I o Costanzo II e un altro del 414, sotto Onorio, ad opera del praefectus urbi Cecina Decio Aginazio Albino in seguito ai danni causati dal Sacco di Roma di Alarico.
La pianta è conosciuta da un disegno cinquecentesco di Andrea Palladio, che ha permesso anche di collocare correttamente i resti superstiti all'interno del complesso originario (misurante circa 70 x 35 metri). Tra questi spicca un'abside che apparteneva all'aula sullo spigolo meridionale.
Gli scavi hanno restituito nel tempo molte opere d'arte, come l'Ercole fanciullo in basalto verde o il rilievo di Endimione dormiente, entrambi ai Musei Capitolini.
Sotto le terme si trovano i resti di edifici più antichi, visibili nei sotterranei del Casale Torlonia e sotto la piazza del Tempio di Diana: si tratta di muri in opera quasi reticolata con tracce di una decorazione a finte incrostazioni marmoree in pittura e stucco (primo stile pompeiano), la testimonianza più antica di questo schema decorativo a Roma, databile all'ultimo quarto del II secolo a.C. Un altro edificio di epoca traianea è sfarzosamente decorato da mosaici e pitture a riquadro con molteplici soggetti (maschere, fiori, paesaggi), forse l'abitazione privata di Traiano (Privata Traiani) prima che diventasse imperatore che doveva trovarsi nelle vicinanze, o forse una residenza dello stesso Decio sulla quale fece edificare il complesso termale.